# تپه گرده له کانی گنجی
تپه گرده له کانی گنجی در شهرستان قروه، بخش مرکزی، روستای گنجی واقع شده و این اثر در تاریخ ۲۴ فروردین ۱۳۸۲ با شمارهٔ ثبت ۸۰۱۱ به‌عنوان یکی از آثار ملی ایران به ثبت رسیده‌است.